# Primera Coalició
La Primera Coalició (1792-1797) fou el primer gran intent d'aliança entre les potències europees per contenir la França revolucionària, quan de fet ja s'havien iniciat les Guerres de la Revolució Francesa. Després del propòsit manifestat per la Convenció Nacional d'exportar la revolució, del guillotinament de Lluís XVI el 21 de gener del 1793 i de l'obertura francesa del riu Escalda, es va formar la primera coalició militar contra França.

## Declaració de Pilnitz
Fins a 1791, les monarquies europees dubtaven sobre si intervenir contra la Revolució en favor de Lluís XVI o bé mirar d'aprofitar en benefici propi la greu crisi que patia França, una de les principals potències d'Europa. La figura més important en aquest afer fou l'emperador Leopold II, germà de la reina Maria Antonieta d'Àustria, el qual es mostrava cada cop més preocupat per la radicalització progressiva del procés revolucionari francès.
El 27 d'agost de 1791, Leopold II i Frederic Guillem II de Prússia, després d'haver consultat nobles francesos emigrats, promulgaren la Declaració de Pilnitz, segons la qual, els monarques europeus es mostraven interessats en la protecció de Lluís XVI i la seva família, i s'amenaçava vagament amb greus conseqüències si els passava res. Si Leopold II havia concebut la declaració de Pilnitz com una manera de prendre posició però sense haver d'intervenir realment contra els revolucionaris, el cas fou que a França la declaració fou vista com una greu amenaça i com a tal fou denunciada pels dirigents de la Revolució. A més de les diferències ideològiques, hi havia la qüestió dels dominis imperials a Alsàcia, i l'interès de França de controlar l'acció dels contrarevolucionaris emigrats als Països Baixos austríacs i alguns petits principats alemanys.

## França declara la guerra
El 20 d'abril de 1792, l'Assemblea Nacional francesa aprovà per majoria declarar la guerra a Àustria, després d'haver escoltat la lectura de tota una llista de greuges presentada pel ministre d'afers estrangers Charles François Dumouriez, qui preparà una immediata invasió dels Països Baixos austríacs, on esperava que la població local s'alcés contra el domini austríac. Tanmateix, arran de la Revolució, l'exèrcit s'havia desorganitzat completament, i, en el moment de l'inici de les hostilitats, es produïren desercions en massa. Quan es va formar la Primera coalició contra França, els sobirans europeus van convidar l'imperi Otomà a unir-s'hi, però Selim III ho va rebutjar,
Mentre el govern revolucionari lluitava frenèticament per reclutar noves tropes i reorganitzar l'exèrcit, es concentrà a Coblença un exèrcit majoritàriament prussià dirigit pel duc de Brunswick. Pel juliol, les forces prussianes van conquerir amb facilitat les fortaleses de Longwy i Verdun. Aleshores, el duc proclamà el Manifest de Brunswick, escrit pel príncep de Condé, dirigent d'un exèrcit contrarevolucionari format per emigrats, en el qual s'hi exposava que el propòsit dels aliats era restablir l'autoritat absoluta de Lluís XVI per la qual cosa tractarien com a rebel qualsevol que se'ls oposés, per la qual cosa el condemnarien a mort segons la llei marcial. Aquest manifest, però, fou una de les principals causes de la revolta de París del 10 d'agost de 1792 que dugué a l'empresonament de la família reial francesa a la Torre del Temple i a la proclamació de la Primera República Francesa.
L'avenç de les tropes veteranes prussianes i austríaques reforçades per hessians i l'Exèrcit dels Emigrats realista francès del príncep de Condé a França quedà deturat el 20 de setembre de 1792 gràcies al triomf dels exèrcits revolucionaris a la batalla de Valmy; a partir d'aleshores, Prússia veient que la campanya estava resultant més llarga i costosa del que s'havia previst, va decidir retirar-se de França. Per altra banda, en altres fronts, els francesos aconseguiren ocupar Savoia i Niça, mentre el general Adam Philippe de Custine va ocupar moltes poblacions a prop del Rin fins a arribar a Frankfurt. Als Països Baixos, Dumouriez derrotà els austríacs a la batalla de Jemappes el 6 de novembre, cosa que li va permetre ocupar el territori a principis de l'hivern.

## L'execució de Lluís XVI
L'execució de Lluís XVI de França a la guillotina el 21 de gener de 1793 va dur al Regne d'Espanya, el Regne de les Dues Sicílies, les Províncies Unides i al Regne de la Gran Bretanya a unir-se a la Primera Coalició, amb la que la Primera República Francesa es trobà atacada en totes les fronteres i va decretar una lleva obligatòria. En un primer moment, els francesos foren forçats a marxar de Bèlgica i van patir greus derrotes a la Guerra Gran contra els espanyols, com també va haver-hi alçaments contra els govern revolucionari a la Vendée.
França va decretar una lleva obligatòria. En un primer moment, els francesos foren forçats a marxar de Bèlgica i van patir greus derrotes a la Catalunya del Nord, com també va haver-hi alçaments contra els govern revolucionari a la Vendée. La progressió espanyola cap a Perpinyà quedà interrompuda quan els espanyols foren aturats a prop de la ciutat, al Serrat d'en Vaquer i a la batalla del Mas del Comte el 17 de juliol, mentre que amb victòria a la batalla del coll de la Perxa, el general Dagobert aconsegueix donar un cert tomb a la guerra, i el 29 d'agost de 1793 conquereix Puigcerdà i immediatament quasi tota la Cerdanya. El 4 de setembre de 1793 venç de nou els espanyols a Montlluís, capturant 14 peces d'artilleria i desallotjant-los de Vilafranca de Conflent i a la batalla de Paretstortes, el 17 de setembre del 1793, de manera que els espanyols es retiraren a posicions més segures acampant a Pontellà, mentre es rebien 5.000 homes de reforç portuguesos.
Els camperols, burgesos i aristòcrates reialistes de Vendée es van revoltar per la lleva general, la venda dels béns nacionals i els sermons dels capellans contrarevolucionaris. Els insurrectes venceren a Châtillon-sur-Sèvre i a Vihiers, però foren derrotats a Nantes, La Gravelle, Angers, Le Mans i Savenay. Sotmesos a una repressió sagnant, s'acolliren a l'amnistia termidoriana.
Toló era controlada per republicans i reialistes moderats, però amenaçada per les forces de la Convenció Nacional, que marxaven cap a la ciutat, ancorant al port al juliol. Sense subministraments i dubtant de la seva capacitat per defensar-se, Hood va negociar la rendició del port i de la flota francesa, desembarcant tropes i subministraments per defensar-la del contraatac republicà francès, i va enviar Nelson a portar despatxos a Sardenya i Nàpols, demanant reforços. A mitjans de setembre es van reunir 2.000 homes i va arribar a Toló el 5 d'octubre, on va trobar que un gran exèrcit francès havia ocupat els turons que envoltaven la ciutat i l'estava bombardejant. Hood encara esperava que la ciutat es pogués retenir si arribaven més reforços, i va enviar Nelson a unir-se a l'esquadró de Robert Linzee que operava a Càller, i en el camí, el 22 d'octubre de 1793 va combatre un esquadró francès però superat en nombre es va retirar i va arribar a Càller el 24 d'octubre i amb Linzee a Tunis el 26 d'octubre. A la seva arribada, Nelson va rebre el comandament d'un petit esquadró format per l'Agamèmnon, tres fragates i un balandre, i li va ordenar bloquejar la guarnició francesa a Còrsega. La caiguda de Toló a finals de desembre de 1793 va malmetre la posició britànica a la Mediterrània, perquè Hood no havia aconseguit fer les disposicions adequades per a la retirada i 18 vaixells francesos de línia van caure en mans republicanes. La missió de Nelson a Còrsega va adquirir més importància, per proporcionar als britànics una base naval prop de la costa francesa. Hood va reforçar Nelson amb més vaixells el gener de 1794. El paper de Nelson va ser important en la presa de Còrsega en 1794, on va ser ferit i va perdre parcialment la vista d'un ull, i les posteriors funcions diplomàtiques amb els estats italians. El 8 de març de 1795 va arribar a Hotham la notícia que la flota francesa es dirigia cap a Còrsega i es va proposar interceptar-los combatent el 14 de març a la batalla de Gènova en la que els francesos, derrotats, van abandonar el seu pla d'envair Còrsega i van tornar al port.

## La república pren la iniciativa

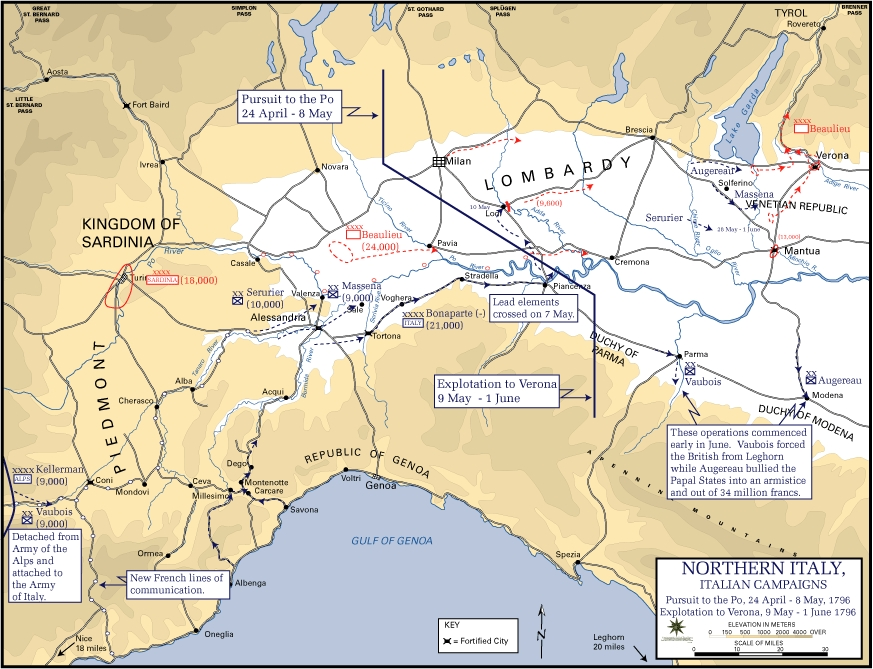
Campanyes d'Itàlia de 1796 i 1797

Després de la repressió de les revoltes mitjançant el règim del Terror, l'exèrcit francès va poder prendre de nou la iniciativa, amb la qual cosa, el 1794, els francesos ocuparen Bilbao i Vitòria, arribant fins i tot a ocupar Miranda de Ebro, la qual cosa va dur Espanya a capitular i signar la pau de Basilea, que va acabar amb la guerra el 1795 amb la cessió de Santo Domingo. Els francesos s'apoderaren de Bèlgica i de Renània després de la batalla de Fleurus.
Un cop dominada els Països Baixos austríacs, els francesos s'apoderaren per sorpresa les Set Províncies Unides on hi establiren un estat satèl·lit denominat la República Bàtava. Poc després, Prússia i Espanya signaren amb França la Pau de Basilea (1795) per la qual la vora esquerra del Rin passava a França. A més, també fracassaren els intents de la Gran Bretanya de donar suport a la revolta de la Vendée; així doncs, França quedava lliure del risc d'invasió. Tot i així, a la frontera del Rin, el general Charles Pichegru entrà en negociacions amb els emigrats traint el seu exèrcit, per la qual cosa, els francesos hagueren de marxar de Mannheim i fracassà el setge de Mayence per Jean-Baptiste Jourdan.
Per al 1796, els francesos prepararen un avenç en tres fronts: Jourdan i Moreau al Rin, i Bonaparte a Itàlia. Els tres exèrcits s'havien de trobar al Tirol, des d'on marxarien sobre Viena. Pel setembre, Moureau arribà a Baviera i als límits del Tirol, però Jourdan fou vençut pels austríacs, i els dos exèrcits hagueren de tornar cap al Rin. Per la seva banda, Napoleó havia triomfat a Itàlia, on, havent derrotat les forces sardes i austríaques, s'apoderà de Milà i posà setge a Màntua, i amb la caiguda de Màntua els austríacs havien estat expulsats d'Itàlia, i Pius VI va acordar amb Bonaparte el tractat de Tolentino. Tot i que la neu havia tancat els passos alpins, Àustria refusava un acord de pau, i Bonaparte va preparar una última campanya cap a l'est, cap al cor d'Àustria que el duria a les portes de Viena.
A més, el 1796 fou sotmesa la revolta de la Vendée; malgrat tot, va fracassar l'expedició a Irlanda dirigida pel general Lazare Hoche, el vencedor de la Vendée.

## La pau

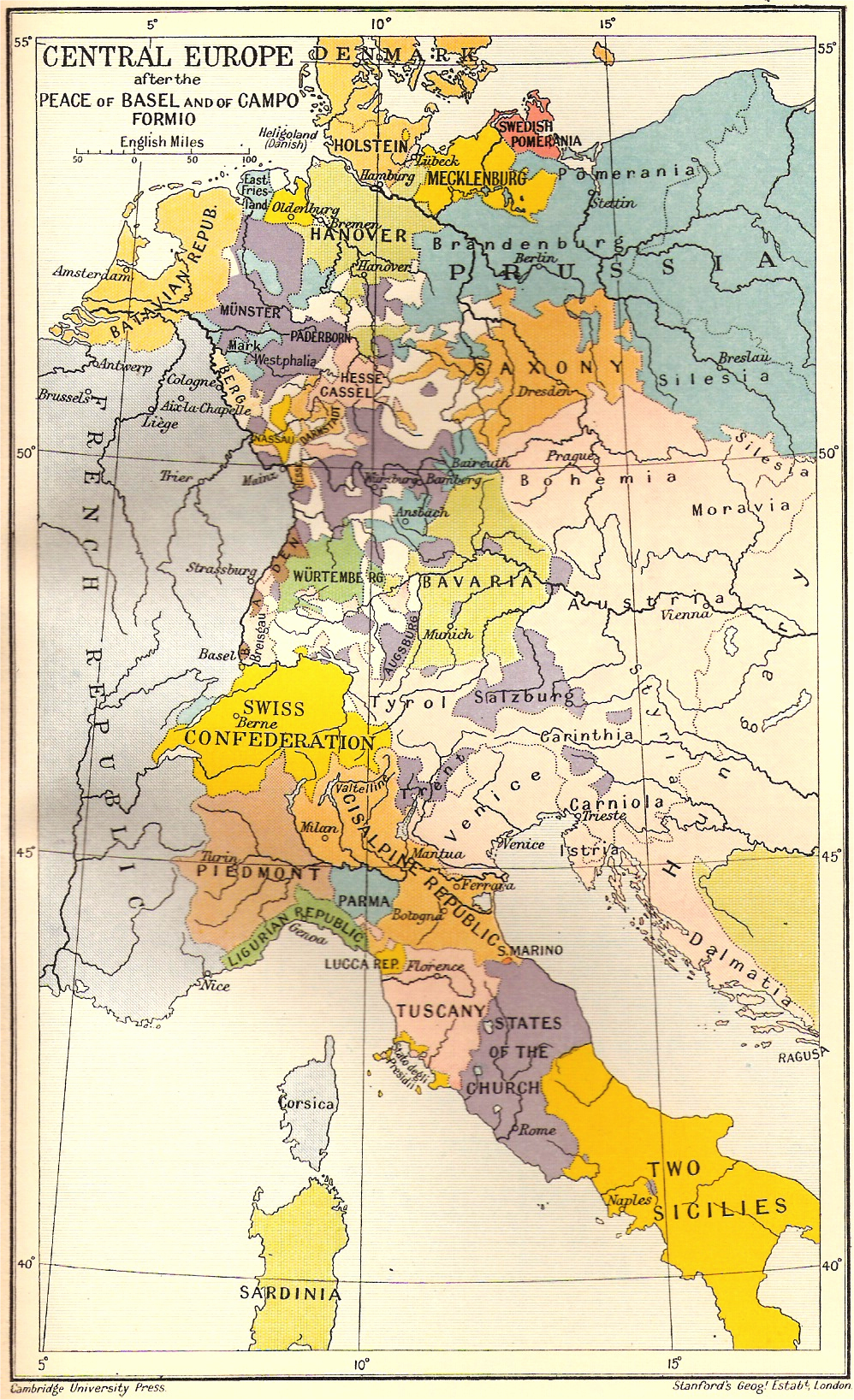
El resultat del mapa europeu després del Tractat de Campo Formio.

Després que Napoleó hagués aconseguit prendre Màntua i entrar al Tirol i d'una nova invasió d'alemanya per Moreau i Hoche, l'abril de 1797 Àustria demanà la pau, signada al Tractat de Campoformio (octubre), pel qual Àustria cedia els Països Baixos Austríacs a França, com també reconeixia el control francès de Renània i la formació de la República Cisalpina que significava la cessió d'Àustria a França del ric territori de la Llombardia i l'acceptació que el Ducat de Mòdena, en mans d'una branca menor dels Habsburg, passés a aquest estat satèl·lit de França, a més, l'antiga República de Venècia quedà dividida entre França i Àustria, que obtindria l'Ístria veneciana, Dalmàcia i altres territoris a l'Adriàtic. A partir d'aleshores, només el Regne de la Gran Bretanya continuà la guerra contra França.
El Segon Congrés de Rastatt, iniciat al desembre de 1797, intentà negociar la pau entre el Sacre Imperi i la Primera República Francesa després de la Primera Coalició i reorganitzar l'imperi amb la intenció de compensar aquells prínceps de l'oest del Rin que havien perdut les seves terres en mans dels francesos però no tingué èxit, a causa de l'esclat de guerra de la Segona Coalició,